# Desa Bilis-bilis
Desa Bilis-bilis är en administrativ by i Indonesien.   Den ligger i provinsen Jawa Timur, i den västra delen av landet, 900 km öster om huvudstaden Jakarta. Desa Bilis-bilis ligger på ön Pulau Kangean.